# Michael Augustine Corrigan
Michael Augustine Corrigan (Newark, 13 de agosto de 1839-Nueva York, 5 de mayo de 1902) fue un sacerdote católico estadounidense, obispo de la diócesis de Newark y arzobispo de Nueva York.

## Biografía
Michael Augustine Corrigan nació el 13 de agosto de 1839 en Newark, Nueva Jersey, en el seno de una familia inmigrante irlandesa y católica. Sus padres fueron Thomas Corrigan y Mary English. Sus estudios los realizó en St. Mary's College en Wilmington, Delaware (1853-1855) y en la Mount Saint Mary's University en Emmitsburg, Maryland (1855-1857). Fue miembro del Pontificio Colegio Norteamericano en Roma de 1859 a 1864. Fue ordenado sacerdote en septiembre de 1863, en la Basílica de San Juan de Letrán.
Corrigan regresó a Nueva Jersey en 1864. Desde entonces se ocupó de la cátedra de historia y teología en a Universidad Seton Hall y en el Seminario de la Inmaculada Concepción de South Orange. En 1869 asumió la rectoría de la universidad. Más tarde fue nombrado vicario de la diócesis de Newark. Fue consagrado obispo el 4 de mayo de 1873, tomando posesión primero de la sede de Newark (1873-1880). Luego fue nombrado obispo auxiliar de Nueva York (1880-1885) y finalmente obispo de la misma diócesis (1885-1902).
Como obispo, Corrigan se caracterizó por alinearse a las corrientes más conservadoras de la Iglesia católica. Fue un gran defensor de las parroquias nacionales y de las escuelas parroquiales, al tiempo que se opuso a la americanización de la Iglesia y defendió, ante las alas más liberales, la doctrina del papa León XIII. El obispo murió el 5 de mayo de 1902 y fue sepultado en la cripta de la Catedral de San Patricio de Nueva York.